# Ulmyeon
L'ulmyeon (hangul: 울면) és un plat sinocoreà consistent en fideus, verdures (incloent-hi bolets shiitake, xampinyó de París i pastanaga), ou i marisc (incloent-hi cogombre de mar, gamba i calamar o sèpia) en un brou semblant a un chowder que s'espesseix amb fècula de blat de moro. Procedeix d'un plat xinès anomenat wēnlŭmiàn (溫滷麵).
Una variant d'aquest plat és el samseon ulmyeon (삼선울면).